# Rubus nanus
Rubus nanus är en rosväxtart som beskrevs av S. Wats.. Rubus nanus ingår i släktet rubusar, och familjen rosväxter. Inga underarter finns listade i Catalogue of Life.